# Eruga gutfreundi
Eruga gutfreundi là một loài tò vò trong họ Ichneumonidae.